# Coelioxys octodentata
Coelioxys octodentata is een vliesvleugelig insect uit de familie Megachilidae. De wetenschappelijke naam van de soort is voor het eerst geldig gepubliceerd in 1824 door Say.